# Université de Baltimore
L'université de Baltimore (en anglais : University of Baltimore) est une université publique américaine située à Baltimore dans le Maryland. Elle fait partie de l'University System of Maryland (en). 